# Jay Gruden
Jay Michael Gruden, né le 4 mars 1967  est un joueur de football américain devenu entraîneur. Il évoluait au poste de quarterback.
Il a passé sa carrière professionnelle dans plusieurs ligues, tels que la World League of American Football (WLAF) et l'Arena Football League (AFL). 
Il devient par la suite entraîneur dans l'AFL, dans la National Football League (NFL) ainsi que l'United Football League (UFL). Au cours de son passage dans l'AFL, il remporte quatre ArenaBowls en tant que joueur et deux autres en tant qu'entraîneur principal. Il devient en 2014 l'entraîneur principal des Redskins de Washington, poste qu'il occupe jusqu'à son renvoi en cours de la saison 2019.
Il est le frère cadet de l’entraîneur princiapl des Raiders de Las Vegas, Jon Gruden.